# Мост на въздишките (Венеция)
Вижте пояснителната страница за други значения на Мост на въздишките.
Мостът на въздишките (на италиански: Ponte dei Sospiri) е покрит мост, намиращ се във Венеция, Италия.
За направата му е използван бял варовик. Има прозорци с каменни решетки. Проектант на моста е Антони Контино, чийто чичо построява моста „Риалто“. Построен е през 1602 г. Мостът свързва старите затвори със стаите за разпити в Двореца на дожите.
Името на моста, дадено от Лорд Байрон през XIX век, идва от предположението, че затворниците въздишали, щом поглеждали красивата Венеция през прозореца, преди да бъдат отведени към килиите.
В действителност дните на инквицизии и екзекуции били отминали, когато мостът бил изграден, и по-често килиите били заети от дребни престъпници. Освен това не можело да се види много от вътрешната страна на моста заради каменните решетки, покриващи прозорците.
Местна легенда гласи, че ако двама влюбени се целунат, минавайки под моста по залез слънце, се вричат във вечна любов.